# 1628

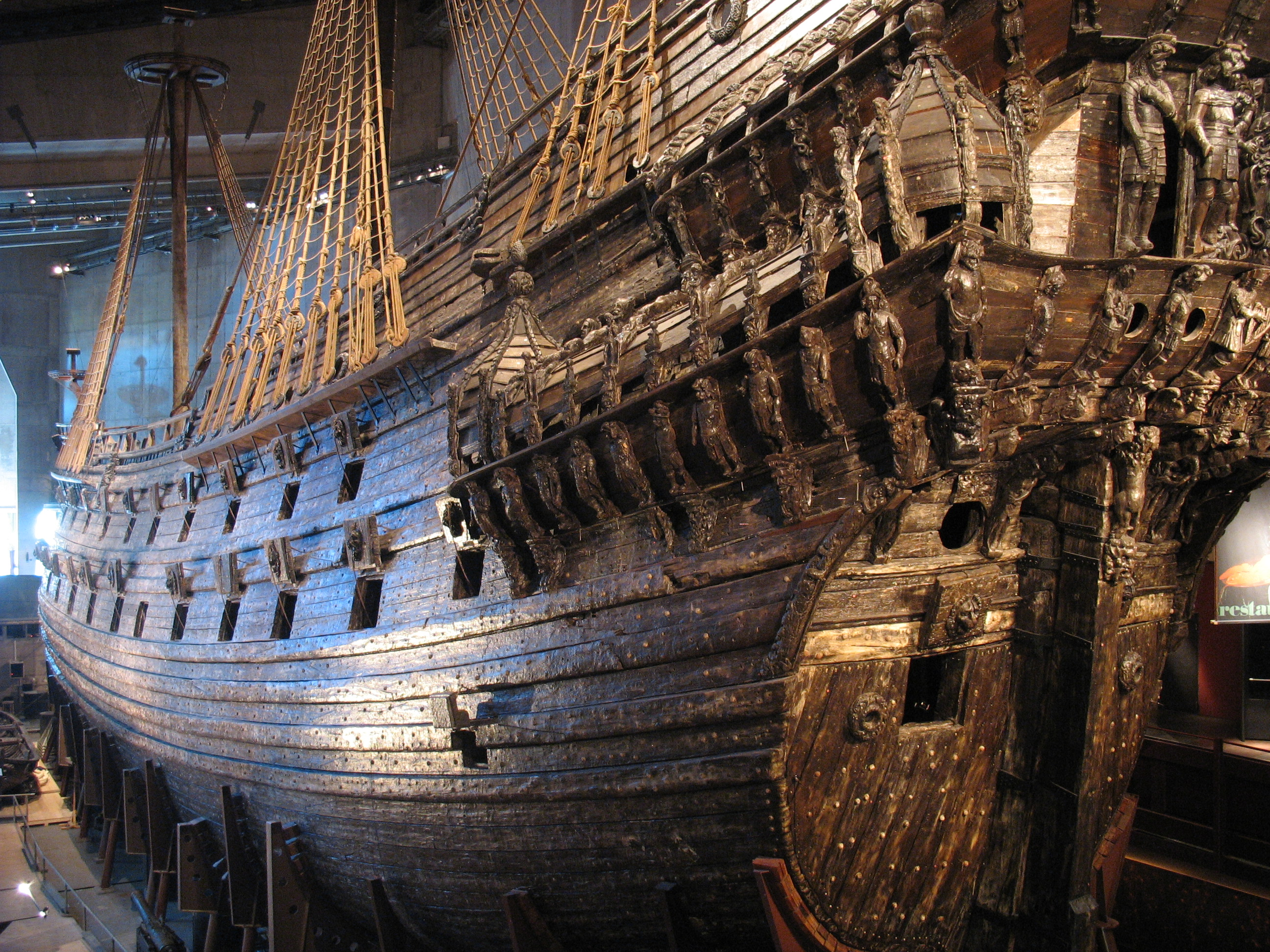
De Vasa

Het jaar 1628 is het 28e jaar in de 17e eeuw volgens de christelijke jaartelling.

## Gebeurtenissen
februari
- 14 - Rembrandt neemt zijn eerste leerling aan: Gerrit Dou.

april
- 17 - De jonge graaf Rudolf Christiaan van Oost-Friesland raakt betrokken bij een gevecht met een luitenant van de vanwege de Dertigjarige Oorlog in de Borg Berum ingekwartierde keizerlijke troepen. Hij wordt in het linkeroog gestoken en sterft aan de gevolgen van zijn wonde.

augustus
- 10 - Het nieuwe vlaggenschip van de Zweedse vloot de Vasa kapseist op haar eerste reis in de haven van Stockholm.
- 23 - De machtige hertog van Buckingham wordt door een legerofficier doodgestoken.
- augustus - De vestiging van de VOC op Java wordt vergeefs belegerd door vorst Agoeng de Grote van Mataram.

september
- 15 - De vloot van de West-Indische Compagnie onder Piet Hein boekt een spectaculaire overwinning in de Slag in de Baai van Matanzas voor de kust van het eiland Cuba. Hij onderschept de Zilvervloot. Dit laat 11 miljoen gulden in handen vallen van de Republiek. (Dit vertegenwoordigt zo'n driekwart jaar oorlogsuitgaven).

oktober
- 15 - Op Urk doet de eerste protestantse predikant zijn intrede.
- 29 - Het nieuwe VOC-schip de Batavia vertrekt voor zijn eerste reis, onder bevel van schipper Adriaen Jakobsz, met als reisdoel de stad Batavia.

november
- 24 - Nicolaas Tulp wordt door de stad Amsterdam benoemd tot praelector anatomiae (lector in de anatomie) van het chirurgijnsgilde. Hij zal in die functie anatomische lessen geven.

zonder datum
- Er breekt een opvolgingsstrijd uit tussen Frankrijk en Spanje over Mantua, die rampzalige gevolgen voor Spanje heeft.
- Er dreigt een inval in Groningen vanuit Oost-Friesland. Olivares probeert vanuit Madrid daar een gezamenlijk leger van de Spanjaarden en de Duitse keizer op de been te brengen.
- René Descartes vestigt zich definitief in de Republiek. De Reformatie roert zich heftig onder leiding van Gisbertus Voetius.
- William Harvey toont de bloedsomloop van de mens aan.

## Beeldende kunst

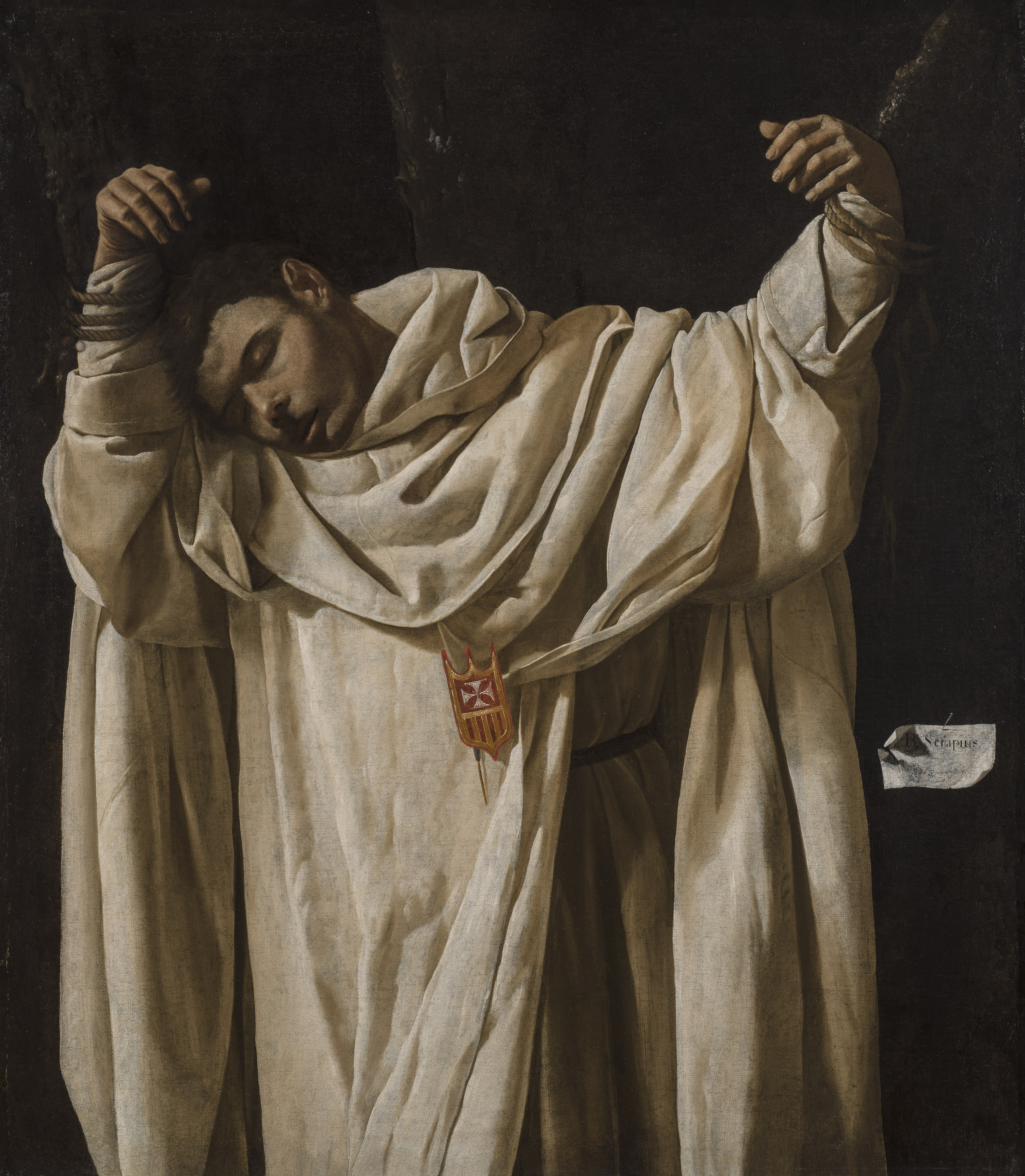
De heilige Serapion (1628) Francisco de Zurbarán
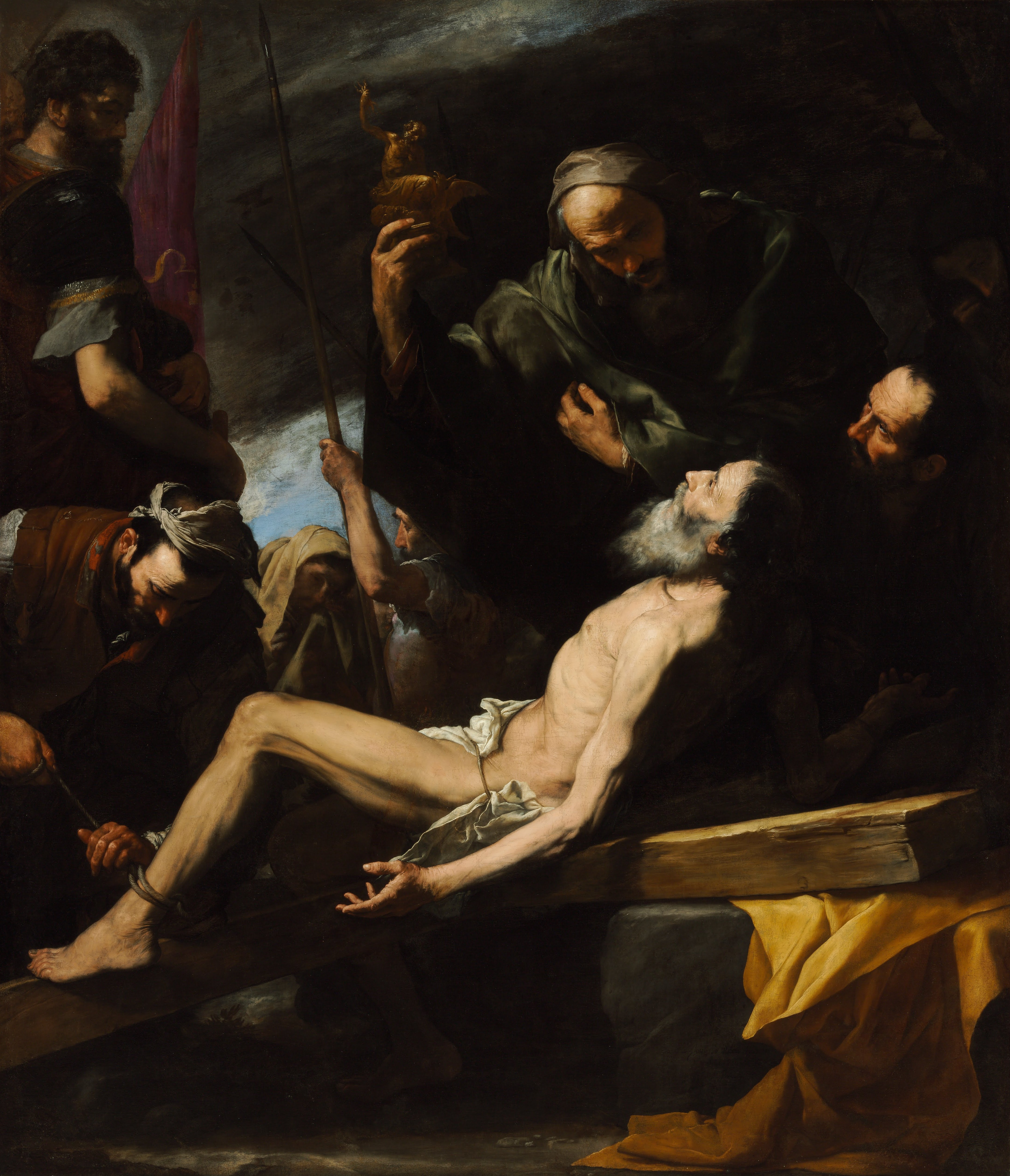
Het martelaarschap van de apostel Andreas (1628) José de Ribera
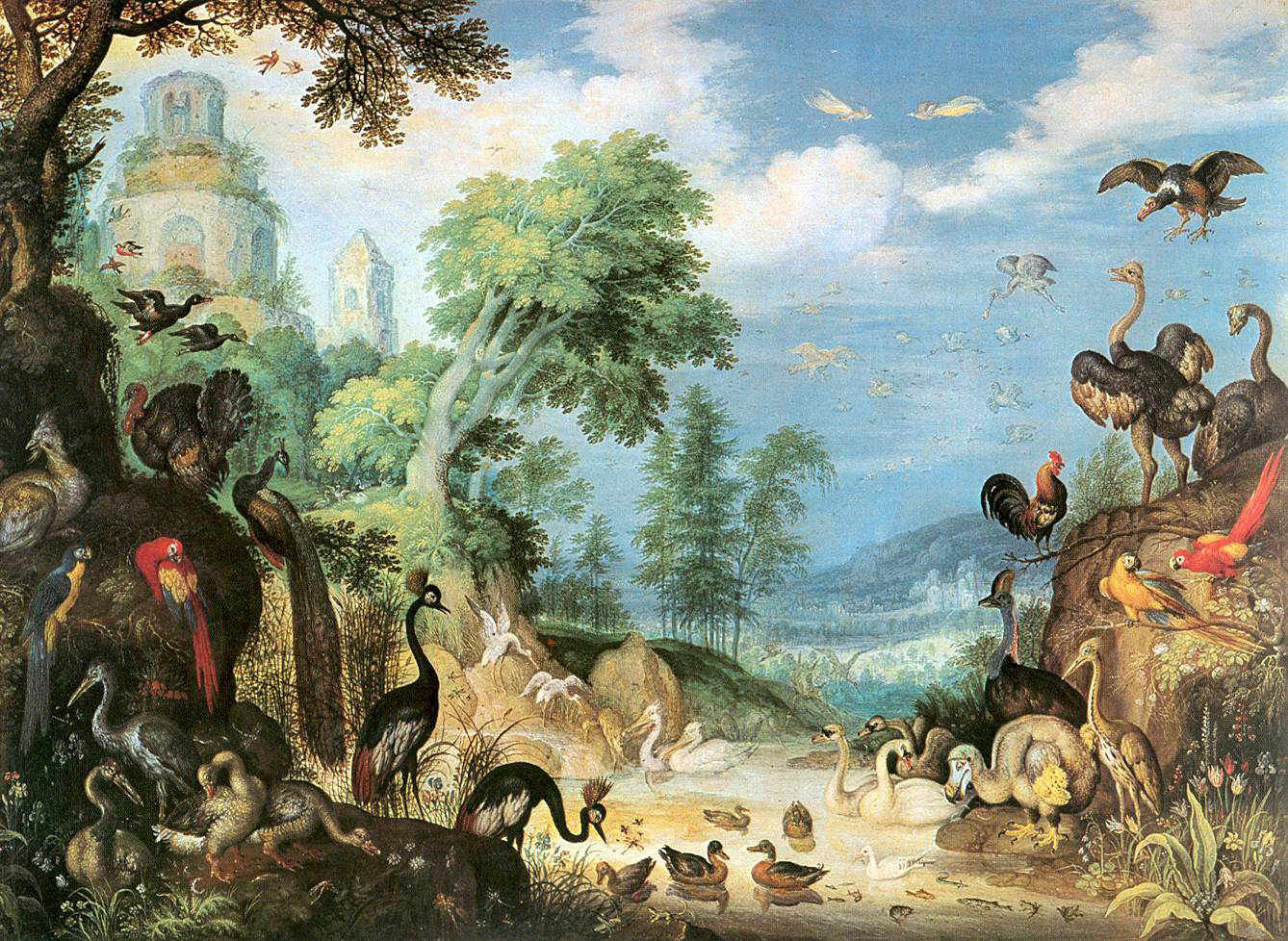
Landschap met vogels en dodo (1628) Roelant Savery
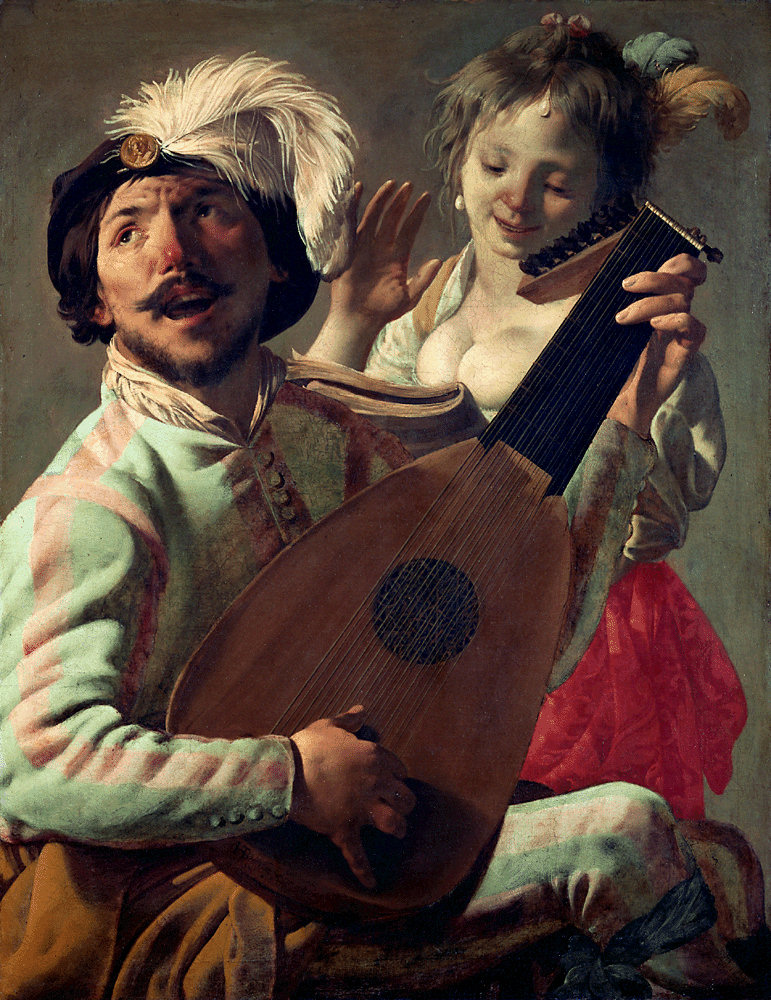
Het duo (1628) Hendrick ter Brugghen, Louvre

## Bouwkunst

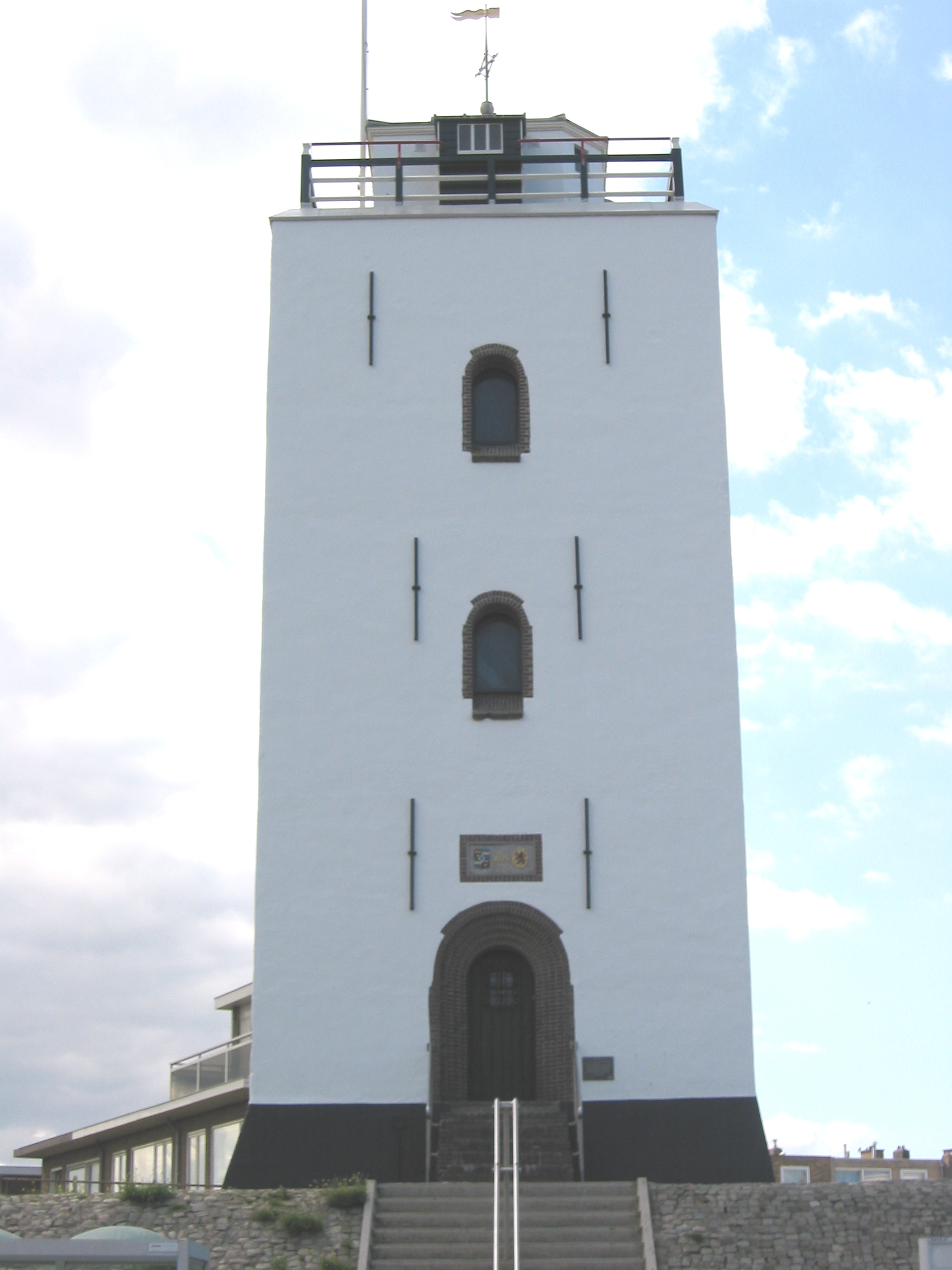
Vuurtoren van Katwijk (1628)
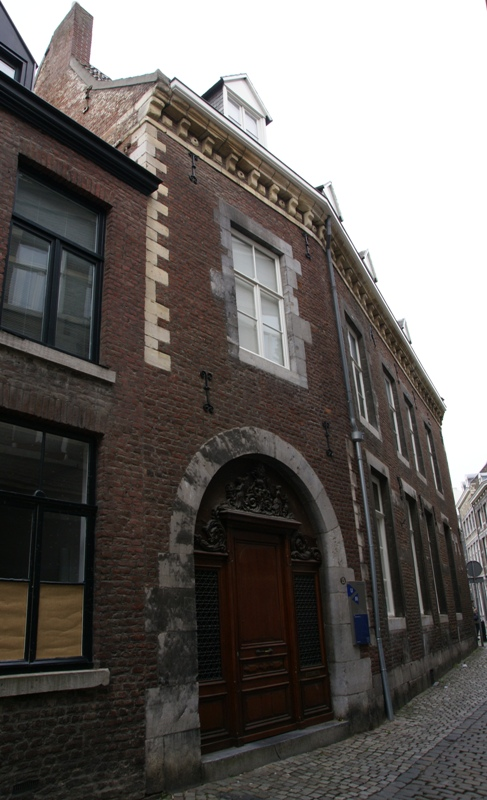
Woonhuis, Maastricht (1628)
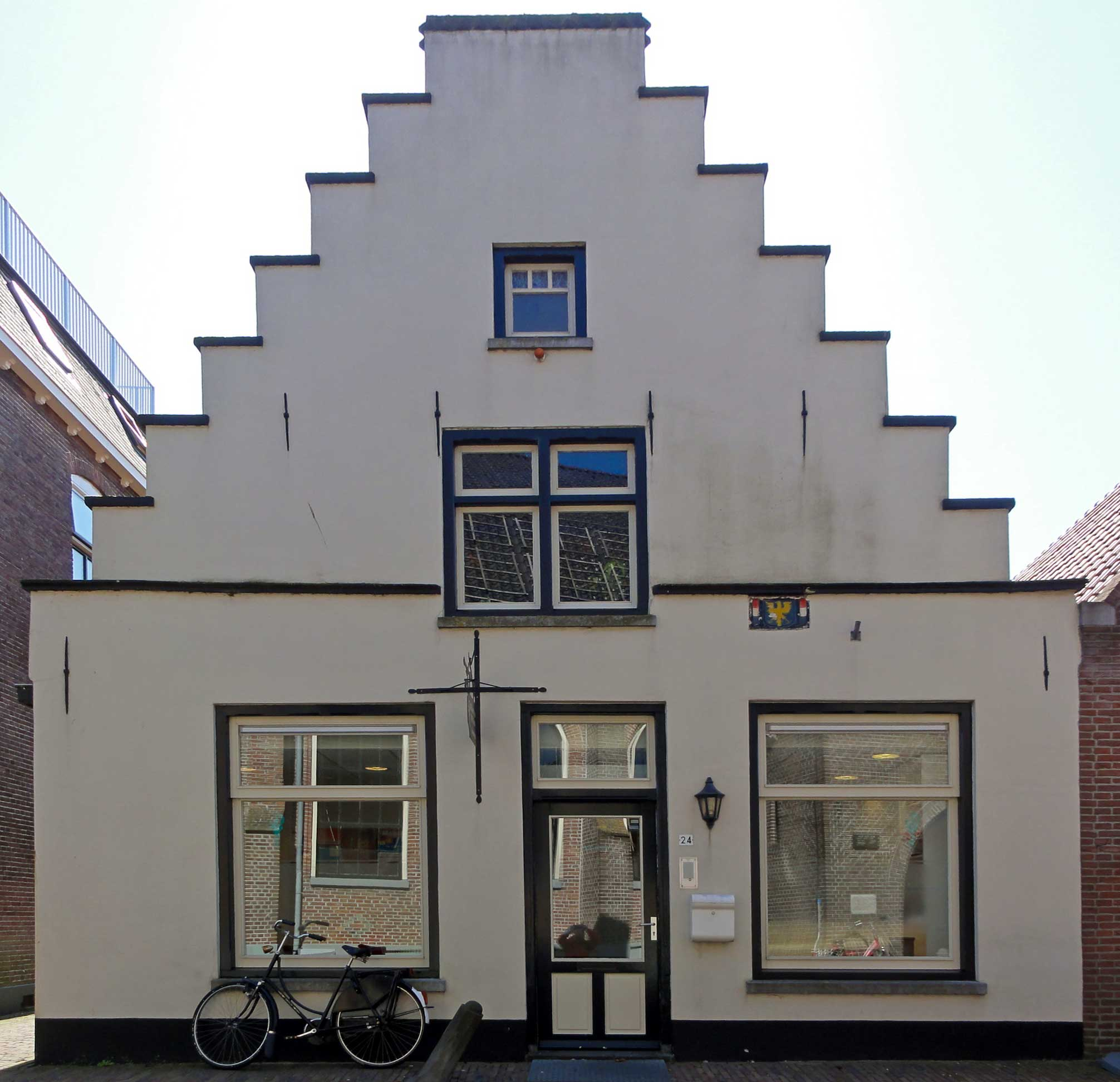
Woonhuis, Zwartsluis (1628)

## Geboren
januari
- 10 - Jan Theunisz. Blanckerhoff, Nederlands kunstschilder (overleden 1669)
- 12 - Charles Perrault, Frans schrijver (overleden 1703)
- 13 - Frans Burman, Nederlands predikant en hoogleraar (overleden 1679)

maart
- 10 - Constantijn Huygens jr., Nederlands staatsman en wetenschapper (overleden 1697)

april
- 25 - William Temple, Engels diplomaat en essayist (overleden 1699)

oktober
- 26 - Henriëtte Amalia van Nassau, derde kind van Frederik Hendrik van Oranje (overleden 1628)

november
- 30 - John Bunyan, Engels puriteins prediker (overleden 1688)

datum onbekend
- Margaretha van Bancken, Nederlands uitgever (overleden 1694)

## Overleden
maart
- 13 - John Bull (66?), een in Engeland geboren organist en componist

datum onbekend
- Hirano Nagayasu (69), Japans daimyo, een van de Zeven Speren van Shizugatake